# Domenico Scarlatti
Giuseppe Domenico Scarlatti (Nàpols, 26 d'octubre de 1685 - Madrid, 23 de juliol de 1757) fou un compositor Italià del Barroc. Va influir notablement en el desenvolupament de la música per a teclat, especialment a Espanya, Portugal i Anglaterra.

## Biografia
Domenico Scarlatti va néixer a Nàpols, sent el sisè fill dels deu fills de la seva família i germà menor del també músic Pietro Filippo Scarlatti. Probablement va iniciar els seus estudis amb son pare, el compositor i professor de música Alessandro Scarlatti. Francesco Gasparini i Bernardo Pasquini també podrien haver-se trobat entre els seus primers mestres, i sembla que tots ells van influir en la seva música.
Va esdevenir compositor i organista de la Capella Reial de Nàpols el 1701, i el 1704, va revisar l'òpera Irene de Carlo Francesco Pollarolo abans de la seua interpretació a Nàpols. Poc després, son pare el va enviar a Venècia no havent cap registre de la seua vida en aquests anys. El 1709 va traslladar-se a Roma on va entrar al servei de l'exiliada reina polonesa Maria Casimira. A Roma va conèixer Thomas Roseingrave qui després seria el capdavanter de l'entusiàstica acollida de les sonates del compositor a Londres. Domenico ja era llavors un eminent intèrpret de clavecí. En un duel musical amb George Frideric Handel que va tenir lloc al Palau del Cardenal Ottoboni a Roma, hom el va declarar superior a Handel al clavecí, encara que inferior a l'orgue. Al final de la seua vida, es conta que es feia el senyal de la creu com a signe de veneració quan hom esmentava el talent de Handel.
També a Roma, Scarlatti va compondre diverses òperes per al teatre privat de la reina Casimira. Va ser mestre de capella de Sant Pere des del 1715 al 1719, i en aquest darrer any va traslladar-se a Londres per tal de dirigir la seua òpera Narciso al King's Theatre.
El 1720 o 1721 se'n va anar cap a Lisboa, on va entrar al servei de la princesa portuguesa Maria Bàrbara de Bragança, com a professor de música. Va visitar Nàpols una altra vegada, el 1725 i, durant la seua visita a Roma el 1728 va casar-se amb Maria Caterina Gentili. El 1729 es va instal·lar a la cort de Madrid, atès que la seua alumna Maria Bàrbara havia contragut matrimoni amb l'infant Ferran de Borbó. Maria Barbara va esdevenir reina d'Espanya el 1746, en pujar al tron el seu espòs. Scarlatti va romandre a Espanya al voltant de vint-i-cinc anys i va tenir-hi cinc fills. A la mort de la seua primera esposa, el 1742, va casar-se amb una espanyola, Anastasia Maxarti Ximenes. Durant la seua vida a Madrid Scarlatti va compondre al voltant de cinc-centes sonates per a clavecí. És per aquestes obres per les que avui dia és recordat.
Scarlatti va ser amic del castrato Farinelli, que va romandre un llarg temps a la cort de Madrid, al servei del rei Felip V. El musicòleg Ralph Kirkpatrick ha manifestat que la correspondència de Farinelli ha proveït "la major part de la informació de primera mà sobre Scarlatti que ens ha arribat fins als nostres dies."
Domenico Scarlatti va morir a Madrid, a l'edat de 71 anys. Fou enterrat al desaparegut convent de San Norberto, on avui hi ha la Plaza de los Mostenses; les restes desaparegueren amb el convent, en 1810. La seua casa, al carrer de Leganitos mostra una placa commemorativa del compositor, i els seus descendents encara viuen a Madrid.

## Música

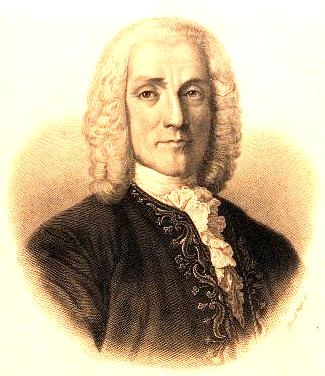
Retrat de Domenico Scarlatti

Només una part de les obres de Scarlatti es van publicar en vida del compositor; el mateix Scarlatti sembla que va supervisar la publicació de la seu més famosa col·lecció - un llibre amb 30 Essercizi - el 1738, que sorprenentment són ben presents al repertori actual. Aquests van ser rebuts amb entusiasme arreu d'Europa i defensats pel principal teòric musical anglès del segle xviii, Dr. Charles Burney. Hom creu que poden haver influït sobre les Variacions Goldberg de J. S. Bach, però hi ha ben poques proves que suporten aquesta idea. La influència de Scarlatti en l'estil musical de les darreries del segle xviii sembla que va ser considerable, això no obstant, els historiadors musicals sempre l'han considerat un cas aïllat, potser per l'extrema originalitat de la seua música dins del període barroc, o potser per la infravaloració que ha sofert la producció musical espanyola d'aquella època.
Una gran quantitat de sonates que no van ser publicades en vida del músic han anat sent impreses de manera irregular des de fa dos segles i mig. No obstant això, Scarlatti ha atret a admiradors notables, incloent-hi Chopin, Brahms, Bartók, Heinrich Schenker i Vladimir Horowitz. L'escola pianística russa sempre ha defensat les sonates de Scarlatti.
Scarlatti va escriure al voltant de cinc-centes sonates, generalment en un únic moviment d'estructura binària. Tot i això, contenen tota una gamma d'expressions musicals i d'invenció formal. La seua dificultat tècnica ha provocat que sovint siguen considerades simples estudis de virtuosisme, però la moderna tècnica pianística deu molt a la seua influència. Les sonates manifesten audàcia harmònica i un arriscat ús de la modulació (canvi d'una tonalitat a una altra), frescor i varietat d'invenció i una vigorosa intel·lectualitat en el tractament temàtic i estructural que oculten el seu to "popular".
Entre les principals característiques de l'estil de Scarlatti cal citar:
1. La clara influència de la música popular espanyola: l'ús que Scarlatti fa del mode Frigi i d'altres inflexions tonals, més o menys alienes a la centralitat musical europea, en són símptomes obvis, així com d'acords en cluster extremadament dissonants i d'altres tècniques que semblen una imitació de la guitarra. També s'hi troben préstecs de la música àrab i jueva.
2. L'explícit tractament de les fonts populars. No serà fins a la música de Béla Bartók i els seus contemporanis que es tornarà a produir una música amb un component folclòric tan "estrident".
3. L'anticipació de moltes de les troballes de l'anomanat "estil clàssic".

## Gravacions
Diversos clavecinistes i pianistes han gravat les sonates de Scarlatti. Scott Ross va gravar-ne la integral en un conjunt de 34 CDs. També han interpretat Scarlatti Wanda Landowska, Gustav Leonhardt i Ralph Kirkpatrick, qui era un reconegut expert en l'obra de Scarlatti i que va publicar la seua pròpia edició de les sonates. Entre els més importants pianistes que han gravat l'obra de Scarlatti cal citar Vladimir Horowitz, Mikhail Pletnev, Clara Haskil, Murray Perahia, András Schiff, Christian Zacharias, Konstantinos Papadakis i Ivo Pogorelich.